# 贝特朗 (奥尔良-布拉干萨)
奧爾良-布拉干薩的贝特朗王子（葡萄牙語：Príncipe Dom Bertrand de Orleans e Bragança，1941年2月2日—），原名贝特朗·玛丽亚·何塞·皮奥·真纳罗米格尔·加布里埃尔·拉斐尔·冈萨加·德·奧爾良-布拉干薩 是两个巴西皇位覬覦者之一，也是奧爾良-布拉干薩王朝瓦索拉斯分支的皇室家族继承人。他是佩德罗·恩里克王子的第三子，以及巴西皇帝佩德羅二世的玄孫。